# Njame
Njame (Onjame) - ,,Świetlisty" jeden z trzech obok Odomankomy i Njankopona wielkich bogów u ludu Akan.
Pod postacią pająka utkał świat i dlatego nazwano go także  Ananse Kokuroko czyli Wielkim Pająkiem. Zyskał także imię Kwame (sobota), gdyż swą pracę zakończył w sobotę. Znany jest również pod teonimem Tweduampon Ten na którym można się bezpiecznie oprzeć.
Często uważany jest za bóstwo androgyniczne i jako taki w swym żeńskim aspekcie utożsamiany jest z Księżycem a w męskim ze Słońcem.